# Jean-Jacques Pierre
Jean-Jacques Pierre   (Léogâne, 23 de gener de 1981) és un futbolista haitià de la dècada de 2000.
Fou internacional amb la selecció d'Haití.
Pel que fa a clubs, destacà a CA Peñarol, FC Nantes, Panionios FC i SM Caen.